# Сноубординг на зимових Олімпійських іграх 2002 — хафпайп (жінки)
Змагання зі сноубордингу в дисципліні хафпайп серед жінок на зимових Олімпійських іграх 2002 року відбулись 10 лютого в Парк-Сіті (США).

## Результати
Змагання з хафпайпу серед жінок відбулися 10 лютого 2002 року. Того дня відбулася і кваліфікація, і фінал. У кваліфікації взяли участь 23 сноубордистки, із яких дванадцять найкращих потрапили до фіналу.
У кваліфікаційному раунді кожна сноубордистка мала право виконати дві спроби. Незалежно від кількості набраних балів, якщо спортсменка в одній зі спроб посідала одне з перших шести місць, то вона потрапляла до фіналу. Якщо спортсменка кваліфікувалася в першій спробі, то їй не потрібно було виконувати другу. Так само пройшов і фінал. Дванадцять спортсменок, що кваліфікувались, виконали по дві спроби. Сноубордистки посідали місця згідно з найкращою з двох оцінок.
| Місце | Ім'я                | Країна          | Квал. 1 | Квал. 2 | К. місце | Фінал 1 | Фінал 2 | Ф. кращий |
| ----- | ------------------- | --------------- | ------- | ------- | -------- | ------- | ------- | --------- |
| 1     | Келлі Кларк         | США             | 42.1    | -       | 1        | 40.8    | 47.9    | 47.9      |
| 2     | Доріан Відаль       | Франція         | 38.3    | -       | 3        | 43.0    | 36.5    | 43.0      |
| 3     | Фаб'єнн Ройтелер    | Швейцарія       | 32.0    | 40.4    | 7        | 39.7    | 29.3    | 39.7      |
| 4     | Х'єрсті Буос Oe     | Норвегія        | 38.7    | -       | 2        | 37.3    | 35.1    | 37.3      |
| 5     | Шеннон Данн-Даунінґ | США             | 31.3    | 39.0    | 8        | 35.5    | 37.2    | 37.2      |
| 6     | Тріша Бернс         | США             | 30.8    | 35.7    | 10       | 25.1    | 36.4    | 36.4      |
| 7     | Нікола Педерцоллі   | Австрія         | 34.1    | -       | 5        | 35.7    | 30.7    | 35.7      |
| 8     | Йоко Міяке          | Японія          | 24.5    | 35.4    | 11       | 23.5    | 33.7    | 33.7      |
| 9     | Мінна Хессо         | Фінляндія       | 25.4    | 32.1    | 12       | 28.4    | 31.9    | 31.9      |
| 10    | Ліза Вільк          | Норвегія        | 33.1    | -       | 6        | 24.4    | 28.9    | 28.9      |
| 11    | Нікола Тост         | Німеччина       | 34.3    | -       | 4        | 27.7    | 25.3    | 27.7      |
| 12    | Мітійо Хасімото     | Японія          | 27.0    | 38.0    | 9        | 26.6    | 26.0    | 26.6      |
| 13    | тіне Брун К'єльдос  | Норвегія        | 27.1    | 30.9    | 13       | -       | -       | -         |
| 14    | Забіне Вер-Гаслер   | Німеччина       | 22.1    | 29.7    | 14       | -       | -       | -         |
| 15    | Наташа Зурек        | Канада          | 30.0    | 28.6    | 15       | -       | -       | -         |
| 16    | Алессандра Пескоста | Італія          | 16.7    | 27.4    | 16       | -       | -       | -         |
| 17    | Леслі Маккенна      | Велика Британія | 12.5    | 25.3    | 17       | -       | -       | -         |
| 18    | Кірсті Раутава      | Фінляндія       | 23.6    | 24.7    | 18       | -       | -       | -         |
| 19    | Сарі Гронхольм      | Фінляндія       | 24.3    | 22.4    | 19       | -       | -       | -         |
| 20    | Юрі Йосікава        | Японія          | 17.7    | 21.8    | 20       | -       | -       | -         |
| 21    | Янет Юнссон         | Швеція          | 13.0    | 16.1    | 21       | -       | -       | -         |
| 22    | Наґако Морі         | Японія          | 14.4    | 13.0    | 22       | -       | -       | -         |
| 23    | Анна Геллман        | Швеція          | 19.6    | DNF     | 23       | -       | -       | -         |